# Dinodontosaurus
Dinodontosaurus – rodzaj terapsyda z grupy Dicynodontia. Było to jedno z największych zwierząt roślinożernych triasu. Jak większość dicynodontów miał rogowy dziób i tylko dwa, ale za to bardzo duże kły. Pojawił się w środkowym, a zniknął w późnym triasie (234 do 228 milionów lat temu).
Dinodontosaurus turpior jest najczęstszym gatunkiem dicynodonta ze środkowego triasu. Skamieniałości odnaleziono w formacji Santa Maria w brazylijskim stanie Rio Grande do Sul oraz w Ischigualasto w argentyńskiej prowincji San Juan. Jego szczątki znajdowane są głównie w gminach São Pedro do Sul i Candelaria, gdzie natrafiono na grupę dziesięciu młodych, wykazując tym samym, że zwierzęta te prowadziły stadny tryb i opiekowały się potomstwem.

## Gatunki
- D. oliveirai Romer, 1943 (typowy)
- D. tener (von Huene, 1935) [jako Dicynodon tener]
- D. turpior (von Huene, 1935) [jako Dicynodon turpior] – nomen dubium[1]